# NGC 6411
NGC 6411 is een elliptisch sterrenstelsel in het sterrenbeeld Draak. Het hemelobject werd op 27 oktober 1861 ontdekt door de Duits-Deense astronoom Heinrich Louis d'Arrest.

## Synoniemen
- UGC 10916
- MCG 10-25-68
- ZWG 300.52
- PGC 60536